# Erholungshaus (Bayer)
Seit 1907 engagiert sich die Bayer AG kulturell und betreibt seit 1908 ein eigenes Konzert - und Theaterhaus am Standort Leverkusen, das Erholungshaus. Heutzutage findet hier jährlich das stARTfestival der Abteilung für kulturelles Engagement von Bayer (Bayer Kultur) statt. Angebote für Kinder und Jugendliche sowie die „stARTacademy“, ein Förderprogramm für hoch talentierte junge Künstler, ergänzen das Programm. Zudem findet ein Großteil der Konzerte der Leverkusener Jazztage im Erholungshaus statt. Ergänzt wird das kulturelle Angebot durch externe Veranstaltungen in den Bereichen Musik, Tanz, Theater und Kunst. Das Erholungshaus steht als Location zur Anmietung zur Verfügung. 

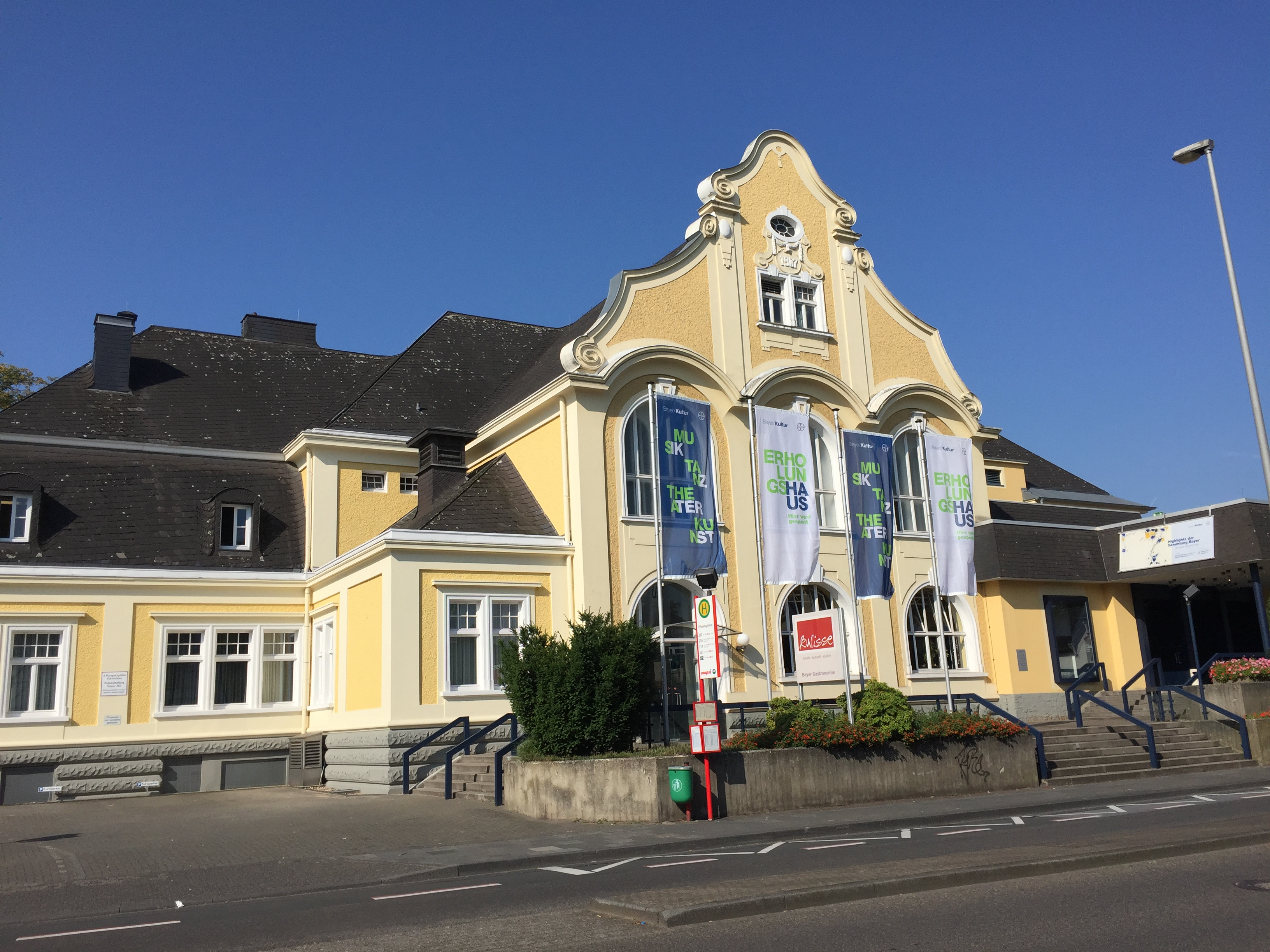
Erholungshaus in Leverkusen (2016)

Das kulturelle Engagement der Bayer AG ist seit mehr als einem Jahrhundert Teil einer sozialen Infrastruktur. Die heutige Kulturabteilung – Bayer Kultur – heißt damals noch „Abteilung für Bildungswesen“, was verdeutlicht, dass bereits Anfang des 20. Jahrhunderts der unternehmerische Bildungsgedanke ein Aspekt der Unternehmenskultur ist.

## Lage und Umgebung
Das Erholungshaus befindet sich in Leverkusen-Wiesdorf, in der Nobelstraße 37 (Ecke Dhünnstraße; Lage). Nach Westen anschließend erstreckt sich der zugehörige Park.
Das Theater- und Konzerthaus ist fußläufig vom Bahnhof Leverkusen Mitte zu erreichen und bietet weitere Verkehrsanbindungen des ÖPNV.

## Bau und Architektur
Architektonisch wurde das Erholungshaus im neobarocken Stil ausgestaltet. Die Bauleitung lag in den Händen der Bauabteilung der Farbenfabriken, vorm. „Friedrich Bayer und Co.“, unter der örtlichen Leitung von Baumeister Blatzheim. Der Bauantrag wurde am 8. September 1906 gestellt, nachdem die Idee im vorausgegangenen Sommer entstand. Zwei Jahre darauf, am 13. September 1908, feierte das Erholungshaus seine Einweihung. Die damaligen Baukosten betrugen 343.000 Mark, für die Einrichtung wurden 138.000 Mark ausgegeben. Die Gesamtkosten beliefen sich bei der Eröffnung damit auf 481.000 Mark.

## Das ursprüngliche Erholungshaus (1908)
Das Gebäude gliederte sich zu seiner Entstehungszeit in zwei Abschnitte: der linke Gebäudeteil nahm im Erdgeschoss die Räume für die Tagesrestauration, den Billardsaal, das Lesezimmer sowie die Buffet-, Küchen- und Toilettenräume auf. In der darüber liegenden Etage darüber befanden sich die Probenräume, ein Sitzungszimmer und die Wohnung des Gastronomen, im Souterrain die Wirtschafts- und Haushaltskeller, sowie die Fleisch- und Bierkühlräume. Der rechte Gebäudeteil enthielt eine 18 m × 28 m große Saalanlage mit eingebauten Galerien und angebauter Bühnenanlage. Im Souterrain gab es zwei Doppelkegelbahnen, die Heizungsanlage und einen großen Möbelkeller, um dort im Winter die Gartenmöbel unterzubringen. Unter dem Bühnenraum waren die Garderoben-, Wasch- und Baderäume der Turner untergebracht. Die Saalanlage diente den verschiedenen Arbeitervereinen zur Abhaltung ihrer Vereinsfestlichkeiten, dem Turnverein als Turnhalle und als Festsaal für Arbeiter- und Fabrikfeste.

## Das heutige Erholungshaus
Die grobe Einteilung des Gebäudes ähnelt der zur Gründungszeit, es gibt drei Gebäudeteile: einen Veranstaltungsbereich mit Kartenfoyer, Pausenfoyers, Großem Saal und Studio, Probenräumen und Garderoben, einen Verwaltungsbereich mit Büros und technischen Einrichtungen und einen gastronomischen Bereich. Der Große Saal bietet auf drei Rängen Platz für 780 Zuschauer, verteilt auf das Parkett und die Empore. Nutzbar sind eine flache Bestuhlung, sowie eine Tischbestuhlung. Die Bühne besitzt die Maße 18 × 12,68 × 4,75 Meter und setzt sich aus einer Vorbühne mit einem eisernen Vorhang, einer Seitenbühne und einer Hinterbühne zusammen. Technisch ist sie mit einer Drehbühne, einer Opera-Folie, einer Filmleinwand, einem klassischen Schnürboden, sowie 30 Scheinwerfern ausgestattet.

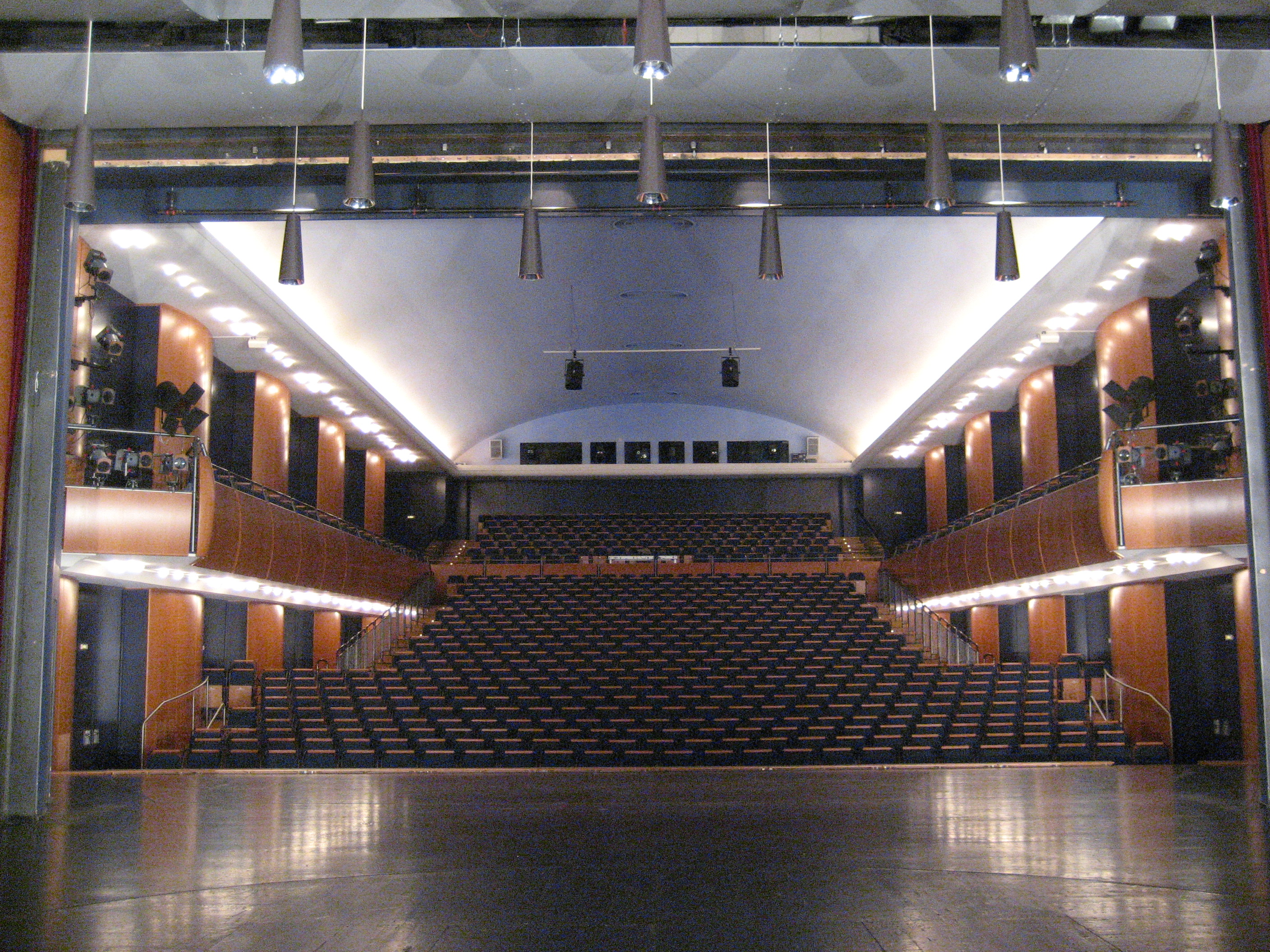
Blick in den Großen Saal des Leverkusener Erholungshauses (2009)

Im Studio finden kleinere Veranstaltungen, wie Jazz-Konzerte oder exklusive CD-Vorstellungen statt. Der Raum wird auch für Kinder- und Jugend-Vorstellungen genutzt, sowie für die meisten Kunst-Ateliers.
In den Foyers werden pro Spielzeit drei Ausstellungen präsentiert. Darüber hinaus bieten sie Sitz- und Stehmöglichkeiten für Besucher. Auch eine gastronomische Bewirtung findet hier in Veranstaltungs-Pausen statt, die bei gutem Wetter auch auf die daneben liegende Terrasse verlagert wird. Insgesamt sind 10 Künstler-Garderoben vorhanden, die 120 Personen Platz bieten. Des Weiteren existiert ein Technikzimmer für 20 Personen. Der Orchestergraben bietet auf 41 Quadratmetern Platz für 75 Musiker.
Das Künstlerzimmer befindet sich auf der ersten Etage des Erholungshauses neben den Garderoben. Es steht den Künstlern vor und nach ihren Auftritten zur Verfügung, um sich dort zu besprechen oder gemeinsam zu essen (eine kleine Küche gibt es auch). An den Wänden hängen Fotos von bekannten Künstlerinnen und Künstlern, die bereits im Erholungshaus gespielt haben. Ein Klavier für Pianisten befindet sich dort ebenfalls.
Das Gebäude wird für den Spielplanbetrieb von Bayer Kultur genutzt, sowie für Proben, Tagungen, Kongresse und Lehrgänge.

## Historie seit 1906
Im Zuge der Silberhochzeit von Kommerzienrat Friedrich Bayer entstand 1906 die Idee zum Bau eines Erholungshauses. Am 8. September 1906 wurde der Antrag für den Bauschein gestellt.
Am 13. September 1908 fand die Einweihungsfeier statt. Das Erholungshaus durfte ausschließlich von Mitgliedern genutzt werden. Mitglied konnte man werden, wenn man das 18. Lebensjahr vollendet hat und mindestens ein halbes Jahr bei Bayer beschäftigt war. Der Monatsbeitrag betrug 5 Pfennig, wobei man das Mitteilungsblatt „Die Erholung“, das es seit 1910 gibt, kostenlos erhielt. Ein Glas Bier, das damals von der Wicküler Küppersbrauerei geliefert wurde, kostete 10 Pfennig.
Die erste Veranstaltung nach der feierlichen Eröffnung fand am 21. November 1908 statt: Ein Lichtbildvortrag über „Leben und Streben unseres Grafen Zeppelin“. Ein Jahr später, am 21. Februar fand das erste Karnevalsfest statt, wobei es eine karnevalistische Kopfbedeckung gratis gab.
1927 wurde eine Orgel durch die Firma Klais in die Stadthalle eingebaut und Ende März von Hans Bachem eingeweiht. Sie verfügte über 47 Register, drei Manuale und Pedal und über die damals neuartige elektrische Traktur. Sie war somit über einen fahrbaren Spieltisch bespielbar. Dieses Instrument wurde 1937 abgebaut und eingelagert, erst 1948 in einem anderen Saal verändert wieder aufgebaut, später an die Herz-Jesu-Kirche in Wiesdorf verschenkt und dort am 31. Mai 1965 wieder eingeweiht.
1936 öffnete sich das Haus auch für Nicht-Bayer-Mitarbeiter und damit auch Nicht-Mitglieder. Zum 75-jährigen Firmenjubiläum 1938 wurde das Erholungshaus umgebaut und erhielt eine Bestuhlung für 1500 Personen.
Während des Zweiten Weltkrieges fielen sechs Brandbomben in das Gebäude, das Feuer konnte jedoch rechtzeitig gelöscht werden, sodass der Veranstaltungsbetrieb weitergehen konnte.
In der Nachkriegszeit diente das Erholungshaus dem Nordwestdeutschen Rundfunk als Funkhaus. Darüber hinaus wurde es von den Bühnen der Stadt Köln und dem Düsseldorfer Schauspielhaus als Spielstätte genutzt, da deren eigenen Bauten durch den Krieg zerstört wurden.
Am 6. Februar 1975 wurden das gesamte Bühnenhaus und dessen Dachstuhl bei einem Brand zerstört. Der Saal und die Wandelhalle wurden durch Rauch- und Wasserschäden stark in Mitleidenschaft gezogen.
Der ausgebrannte Bühnenturm wurde wieder errichtet und mit zusätzlichen bühnentechnischen Einrichtungen und um den Aspekt „Publikumsservice“ erweitert (Pausen-Foyer, Garderobenräume, Schwerbehinderten-Einrichtungen). Ein neu integrierter Orchestergraben, eine Drehscheibe und eine moderne Beleuchtungsanlage erhöhen seitdem die technische Leistungsfähigkeit des Theatersaals. Außerdem wurde eine neue Bestuhlung für angeordnete Sitzplätze auf der Bühne montiert.
Nach zweijährigen Bauarbeiten fand am 9. Januar die offizielle Einweihung des modernisierten Erholungshauses statt.
Die letzte umfangreiche Renovierung des Hauses nahm man 1998 anlässlich des 90-jährigen Bestehens der Kulturabteilung und des Erholungshauses vor. Der Zuschauerraum wurde modernisiert und jede Stuhlreihe auf eine eigene Podesthöhe gebaut.
Im Zuge der Corona-Pandemie wurde 2020 das Leverkusener Impfzentrum im Erholungshaus eingerichtet.

## „stARTacademy“
Im Rahmen der kulturellen Bildungsarbeit von Bayer Kultur wurde 2009 das „stART“-Programm gegründet, das 2015 in „stARTacademy“ umbenannt wurde. Bei dieser handelt es sich um ein Förderprogramm für hoch talentierte junge Künstler aus verschiedenen Sparten. Über einen Maximalzeitraum von drei Jahren werden die Künstler finanziell gefördert und erhalten eine Begleitung im Sinne einer Kulturpatenschaft. So können sie sich zum Beispiel auch mit Fragen an den jeweils zuständigen Referenten wenden, die Themen wie das Finden des richtigen Künstlermanagements, die Eigenvermarktung, Organisatorisches etc. betreffen. Darüber hinaus erhalten die Künstler mit der „stARTacademy“ ein Netzwerk, treffen auf Gleichgesinnte, tauschen sich mit diesen aus und rufen im besten Fall neue, gemeinsame Projekte ins Leben.
Die „stARTacademy“ führt die Künstler (in der Regel Solisten) aber auch mit Orchestern oder Dirigenten zusammen, zum Beispiel Tobias Feldmann, der 2018 mit dem Residentie Orkest Den Haag im Erholungshaus aufgetreten ist.

### „stART-Familie“ und „stARTacademy“
Künstlerinnen und Künstler, die zur „stARTacademy“ gehörten und gehören, sowie Projekte, die im Rahmen des „stART“-Programms im Erholungshaus zu Gast waren:
Spielzeit 2009/10:
- Signum Quartett, Streichquartett (Spielzeit 09/10[7] bis 11/12)
- Hardy Rittner, Klavier (Spielzeit 09/10 bis 11/12)
- Tilla Durieux, Schauspiel (Spielzeit 09/10)

Spielzeit 2010/11:
- Nüwa, Schauspiel (Spielzeit 10/11)
- Troilus und Cressida, Drama/Schauspiel (Spielzeit 10/11)
- Benjamin Schäfer Trio, Musikgruppe (Spielzeit 10/11 bis 12/13)

Spielzeit 2011/12:
- Hochschule für Schauspielkunst „Ernst Busch“ Berlin, Kunst (Spielzeit 11/12 bis 13/14)

Spielzeit 2012/13:
- Valentin Radutiu, Cello (Spielzeit 12/13 bis 14/15)
- Alexander Krichel, Klavier (Spielzeit 12/13 bis 14/15)
- Junge Oper Leverkusen, Oper (Spielzeit 12/13)

- Future sounds, Musik (Spielzeit 12/13)

Spielzeit 2013/14
- Olivia Trummer, Jazz (Spielzeit 13/14 bis 15/16)

Spielzeit 2014/15:
- Tilla Durieux, Puppenspiel (Spielzeit 14/15)
- Troilus und Cressida, Drama/Schauspiel (Spielzeit 14/15)
- No one escapes the spectacle of happiness, Tanz/Choreografie (Spielzeit 14/15)
- Auf hoher See, Schauspiel (Spielzeit 14/15)
- Moby Dick, Puppenspiel (Spielzeit 14/15)
- Die future sounds der Leverkusener Jazz Tage, Jazz (Spielzeit 14/15)
- Intermezzi mit Intermezzo, Oper (Spielzeit 14/15)

Spielzeit 2015/16–2017/18:
- Tamar Beraia, Klavier (Spielzeit 15/16 bis 17/18)
- Tobias Feldmann, Violine (Spielzeit 15/16 bis 17/18)
- Bundesjugendballett, Tanz (Spielzeit 15/16 bis 17/18)
- Pre-College Cologne, Kunst (Spielzeit 15/16 bis 17/18)
- Sarré Musikprojekte, „Die Zauberflöte“, Oper (2017)

Spielzeit 2018/19
- Sandro Roy, Jazz (seit Spielzeit 18/19)
- Philippe Kratz, Tanz (seit Spielzeit 18/19)
- Lisa Charlotte Friederich, Film (seit Spielzeit 18/19)
- Alexej Gerassimez, Schlagzeug (seit Spielzeit 18/19)

stARTacademy-Förderungen seit der Umstellung von Bayer Kultur auf den Festivalbetrieb 2020
- Rike Huy, Trompete
- Jakob Manz, Saxofon
- Bar Avni, Dirigentin, Perkussion
- Fatma Said, Sopran
- Giorgi Gigashvili, Piano
- Joshua Williams, Tuba
- Guido Sant’Anna, Violine

### Kunsthochschulen zu Gast

Hier entsteht die Ausstellung “Side Effects” der Weißensee Kunsthochschule Berlin.

Im Rahmen der stARTacademy und dem Projekt „Kunsthochschulen zu Gast“ lud Bayer Kultur bis 2019 jedes Jahr eine Kunsthochschule ein, die im Erholungshaus ausstellte:
- 2009/10 – Burg Giebichenstein – Hochschule für Kunst und Design Halle - Klasse Ute Pleuger
- 2010/11 – Kunstakademie Münster - Klasse Cornelius Völker
- 2011/12 – Kunsthochschule Kassel - Klasse Friederike Feldmann
- 2013/14 – HfBK Dresden - Klasse Peter Bömmels
- 2014/15 – Kunstakademie Düsseldorf - kuratiert von Julia Ritterskamp
- 2015/16 – HfGB Leipzig - Klasse Heribert Ottersbach
- 2016/17 – Kunsthochschule für Medien Köln - Plattform Mischa Kuball[10]
- 2017/18 – weißensee kunsthochschule berlin - Klasse Friederike Feldmann[11]
- 2018/19 – UdK Berlin

## Auftritte von Künstlern (Auswahl)
Folgende waren u. a. seit 1907 zu Gast im Erholungshaus:

### Orchester
Bamberger Symphoniker, Bayer-Philharmoniker, Cleveland Orchestra, Het Concertgebouw, Ensemble Modern, Mariinyksy Theater Orchestra, Münchner Philharmoniker, Sächsische Staatskapelle Dresden, Ural Philharmonic Orchestra, Wiener Symphoniker

### Dirigenten
Sergiu Celibidache, Riccardo Chailly, Christoph Eschenbach, Waleri Gergiev, Nikolaus Harnoncourt, Paul Hindemith, Lorin Maazel, Riccardo Muti, Kent Nagano, Günter Wand

### Kammermusik
Alban Berg Quartett, Beaux-Arts-Trio, Cherubini String Quartett, Guarneri String Quartett, Emerson String Quartett, Juilliard String Quartett, King’s Singers, Kronos Quartett, Smetana-Quartett,

### Solisten
Martha Argerich, Claudio Arrau, Alfred Brendel, Benjamin Britten, Friedrich Gulda, Gidon Kremer, Yo-Yo Ma, Yehudin Menuhin, Nathan Milstein, Ann-Sophie Mutter, Igor Oistrach, Swijatoslaw Richter, Mstislaw Rostropowitsch, Matias des Oliveira Pinto

### Sänger
Juliane Banse, Teresa Berganza, Ingeborg Danz, Brigitte Fassbaender, Dietrich Fischer-Dieskau, René Kollo, Erika Köth, Anneliese Rothenberger, James Taylor, Juliette Gréco

### Jazz
Jan Garbarek, Brad Mehldau, Chris Thile, Barbara Buchholz, Aki Takase, Anke Helfrich, Jörg Kaufman, Wolfgang Lackerschmid, Tony Coe, Nils Wogram

### Ballett/Tanz
Alvin Ailey American Dance Theater, Mikhail Baryshnikov, Bayerisches Staatsballett, Maurice Béjart, Merce Cunningham Dance Company, Pina Bausch, Nederlands Dans Theater, John Neumeier, Antonio Gades, Anna Teresa de Keersmaeker

### Theater
Berliner Ensemble, Burgtheater Wien, Deutsches Theater Berlin, Hans-Otto-Theater Potsdam, Kammerspiele München, Schauspielhaus Zürich, Ulmer Theater, Volksbühne Berlin, Schauspiel Frankfurt, Schauspielhaus Bochum, Sarré Musikprojekte

### Schauspieler
Mario Adorf, Hans Albers, Monica Bleibtreu, Klaus Maria Brandauer, Ernst Deutsch, Bruno Ganz, Curt Goetz, O.E. Hasse, Gustaf Gründgens, Eva Mattes, Natalie Wörner, Ronald Zehrfeld, Andrea Sawatzki, Jürgen Prochnow, Werner Krauss, Ute Lemper, Otto Sander, Angela Winkler

### Autoren
Ludwig Ganghofer, Carl Friedrich von Weizsäcker, Luise Rinser, Heinrich Böll, Siegfried Lenz, Ingeborg Bachmann, Elias Canetti, Walter Jens, Franz Josef Degenhardt, Hilmar Hoffmann